# Nik Guerra
Nicola Guerra, ou Nik Guerra (pour les États-Unis), ou Nick Guerra (pour la France) est un dessinateur italien né à Massa Carrara le 25 novembre 1969,, auteur notamment de la série érotique Magenta,.